# Johann Baptist von Roll

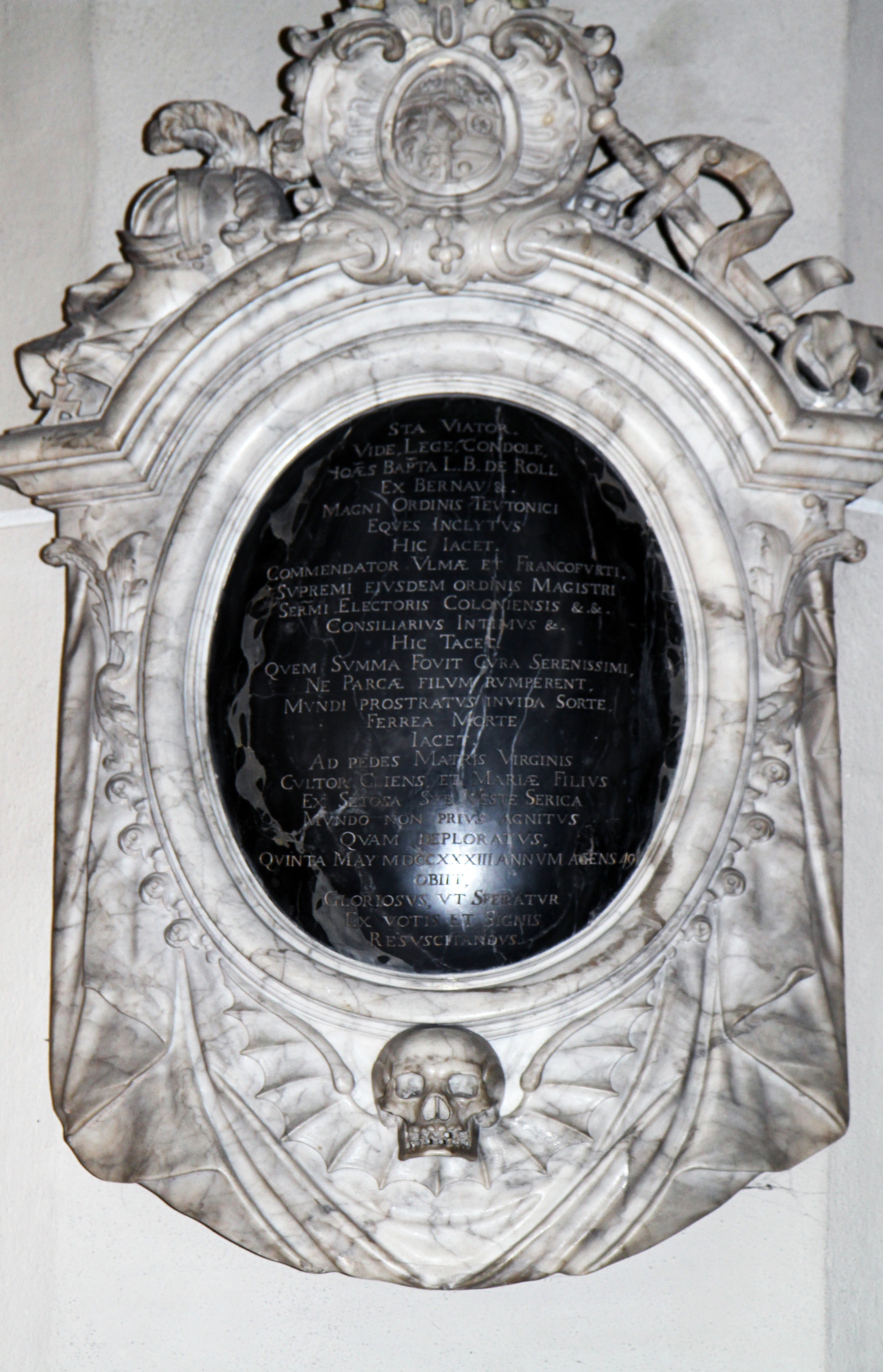
Epitaph des Freiherrn von Roll in St. Margareta (Brühl)

Freiherr Johann Baptist von Roll zu Bernau (* 1683; † 5. Mai 1733 in Brühl) war ein Komtur des Deutschen Ordens. Er war zuletzt Minister für die Angelegenheiten des Ordens am Hof des Hochmeisters und Kurfürsten Clemens August von Bayern. Sein Tod im Duell löste erhebliche Veränderungen in der kurkölnischen Politik aus.

## Leben
Er stammte aus dem Schweizer Adelsgeschlecht Roll zu Bernau. Von Roll zu Bernau war seit 1709 Ritter des Deutschen Ordens. Er nahm unter anderem an der Schlacht bei Malplaquet teil. Seit dem Ende des Spanischen Erbfolgekrieges stieg er in der Verwaltung des Ordens auf, wurde unter anderem Komtur zu Mörstadt und war schließlich Präsident der Regierung im Meistertum Mergentheim. Nach der Wahl von Clemens August von Bayern zum Hochmeister wurde von Roll zum Minister für die Angelegenheiten des Ordens am Hof in Bonn ernannt. In der Folge wurde er der engste Freund und Vertraute des Kurfürsten.
Am 5. Mai 1733 duellierte er sich gegen den ausdrücklichen Befehl des Kurfürsten mit Friedrich Christian von Beverförde zu Werries. Dabei wurde von Roll unter nicht ganz klaren Umständen durch den Degen von Beverförde zu Werries getötet.
Clemens August war von diesem Tod tief betroffen. Er ließ ihn in der Pfarrkirche St. Margareta in Brühl bestatten, stiftete ihm ein prächtiges Epitaph und eine silberne Lampe in Form eines flammenden Herzens unter einer Dornenkrone. An der Comesstraße, der Stelle, wo das Duell stattgefunden hatte, ließ Clemens August eine Statue des hl. Nepomuk aufstellen, welche 1937 von den damaligen Machthabern entfernt wurde und sich heute im Vorhof der Kirche St. Maria von den Engeln befindet. Der Leichnam wurde auf Befehl des Kurfürsten am 7. Mai 1734 exhumiert. Dabei wurde angeblich festgestellt, dass der Körper unverändert war, was der Kurfürst als Beweis der Unschuld von Rolls wertete. Diese Exhumierung ist noch heute im Totenregister der Pfarrei Brühl festgehalten.
Da der Kurfürst nicht am Tod im Duell, sondern an einen Mord glaubte, ließ er die angeblich Mitschuldigen verfolgen. Darunter war auch sein erster Minister Ferdinand von Plettenberg, der in Ungnade fiel und alle Ämter verlor. An die Stelle einer halbwegs berechenbaren Politik trat der Einfluss verschiedener Vertrauter und insbesondere in der Außenpolitik kam es immer wieder zu Kurswechseln.
Um über die Verzweiflung über den Tod des Freundes hinwegzukommen, korrespondierte der Kurfürst mit der später seliggesprochenen Mystikerin Maria Crescentia Höss. Diese konnte den Kurfürsten überzeugen, dass sein Freund in den Himmel eingegangen sei. Gleichwohl konnte er den Tod des Freundes nie verwinden. Insbesondere an den Jahrestagen des Todes überfiel ihn immer wieder Ruhelosigkeit und Melancholie.